# シュタディオーン・アントナ・マラティンスケーホ
シュタディオーン・アントナ・マラティンスケーホ（Štadión Antona Malatinského）は、スロバキア・トルナヴァにあるサッカー専用スタジアム。FCスパルタク・トルナヴァがホームスタジアムとして使用している。

## 概要
1921年に建設され、1960年代以降から多くの改修工事を重ね、1998年にはアントン・マラティンスキーの名前を取ってシュタディオーン・アントン・マラティンスキーへと改名された。
2012年11月、スタジアムの西側スタンドの形状のみを残して大規模な改修工事を敢行した。7600万ユーロの大金を投じて近代的なスタジアムへと改修し、ショッピングモールやクラブオフィスも併設される。約3年後の2015年8月22日、FCスパルタク・トルナヴァ対アトレチコ・パラナエンセの試合でこけら落しとなり、パラナエンセが2-0で勝利した。

## 開催された主な試合

### サッカー
- UEFA U-21欧州選手権2000

| 日付          | ホームチーム | 結果 | アウェーチーム | ラウンド          |
| ------------- | ------------ | ---- | -------------- | ----------------- |
| 2000年5月27日 | クロアチア   | 1-2  | オランダ       | グループステージA |
| 2000年5月29日 | スペイン     | 0-0  | クロアチア     | グループステージA |
| 2000年6月1日  | オランダ     | 0-1  | スペイン       | グループステージA |

- UEFA U-19欧州選手権2022

| 日付          | ホームチーム | 結果 | アウェーチーム | ラウンド                            |
| ------------- | ------------ | ---- | -------------- | ----------------------------------- |
| 2022年6月18日 | スロバキア   | 0-5  | フランス       | グループステージA                   |
| 2022年6月21日 | スロバキア   | 0-1  | イタリア       | グループステージA                   |
| 2022年6月24日 | スロバキア   | 1-0  | ルーマニア     | グループステージA                   |
| 2022年6月28日 | スロバキア   | 1-0  | オーストリア   | FIFA U-20ワールドカップ・プレーオフ |
| 2022年7月1日  | イスラエル   | 1-3  | イングランド   | 決勝                                |

## ギャラリー

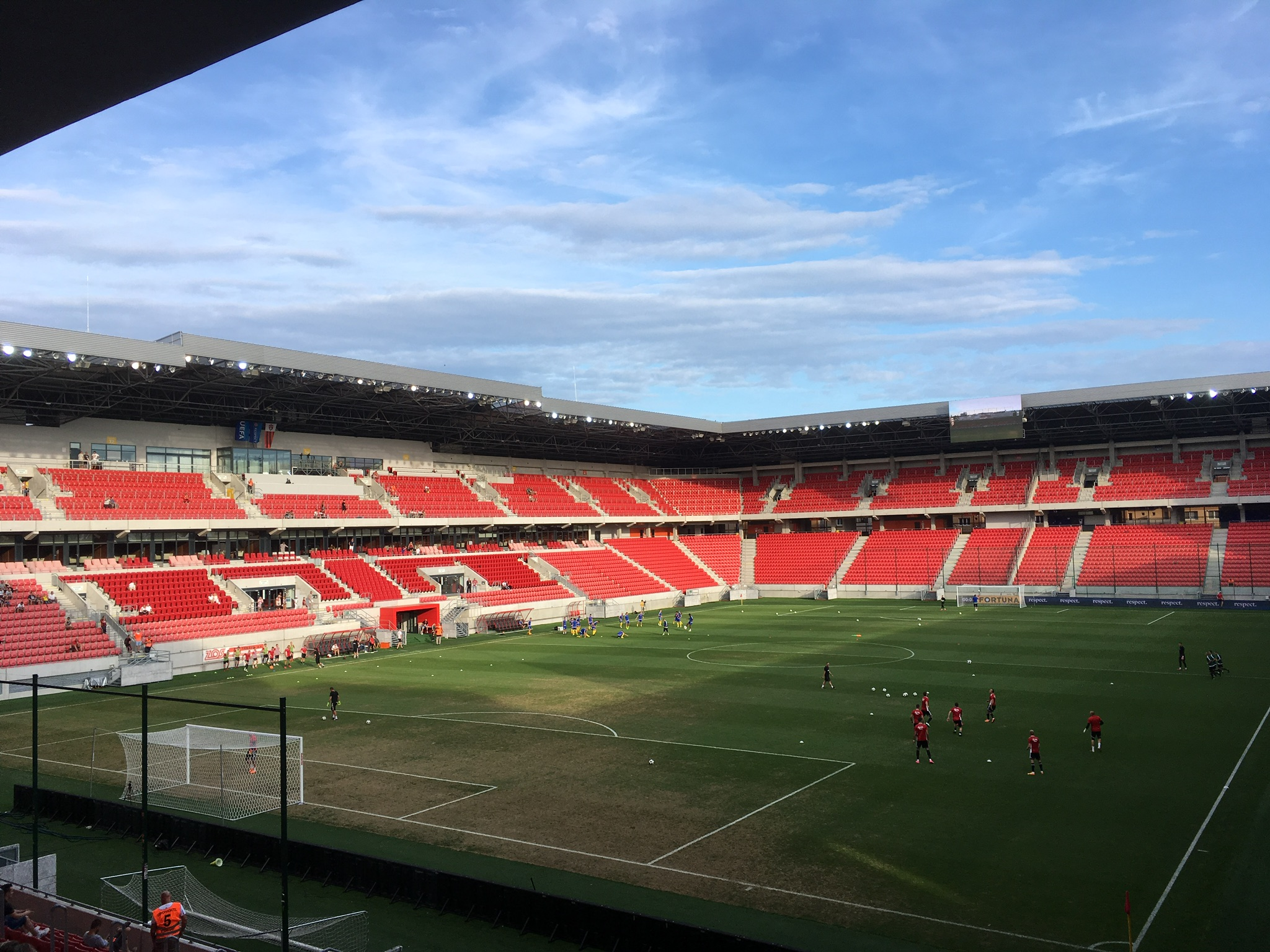
内観1
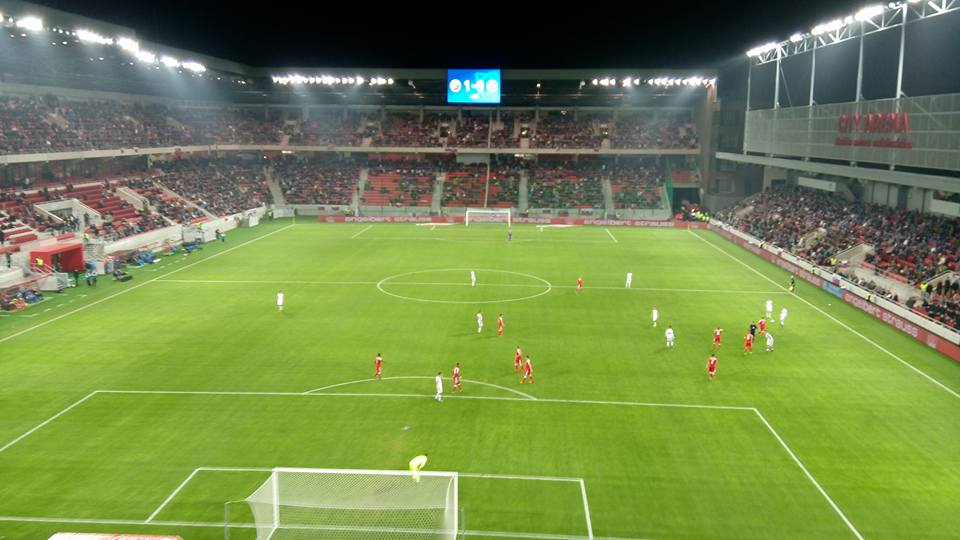
内観2
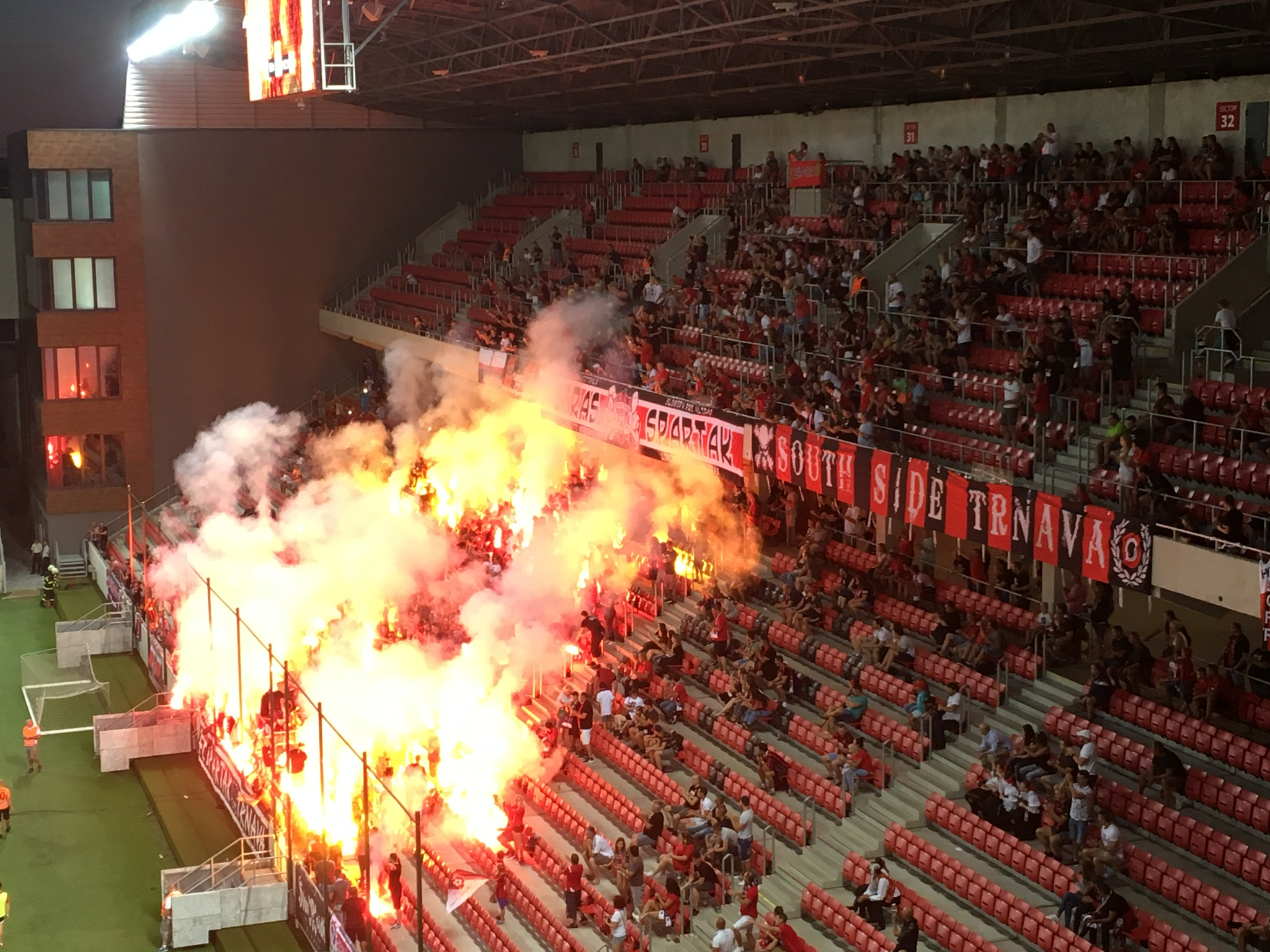
スパルタク・トルナヴァのサポーター

## アクセス
- 鉄道
  - スロバキア国鉄 ブラチスラヴァ - ジリナ線トルナヴァ駅から徒歩8分